# Gärds och Albo häraders domsaga
Gärds och Albo häraders domsaga var en domsaga i Kristianstads län. Den bildades 1861 genom delningen av Gärds, Albo och Villands häraders domsaga.
Domsagan avskaffades den 1 januari 1967 då området för Gärds härad uppgick i Kristianstads domsaga och området för Albo härad uppgick i Ingelstads och Järrestads domsaga.
Domsagan lydde under hovrätten över Skåne och Blekinge.

## Tingslag
- Gärds tingslag före 1892
- Albo tingslag före 1892
- Gärds och Albo domsagas tingslag från 1892

## Häradshövdingar
- 1861–1889 Per Gustaf Lilliecrona
- 1890–1918 Axel Wilhelm Anderson Hagander
- 1918–1919 Ivar Arthur Koch
- 1919–1943 Holdo Mauritz Edling
- 1944–1966 Arne Nils Gustaf Schedin